# Krakowiak

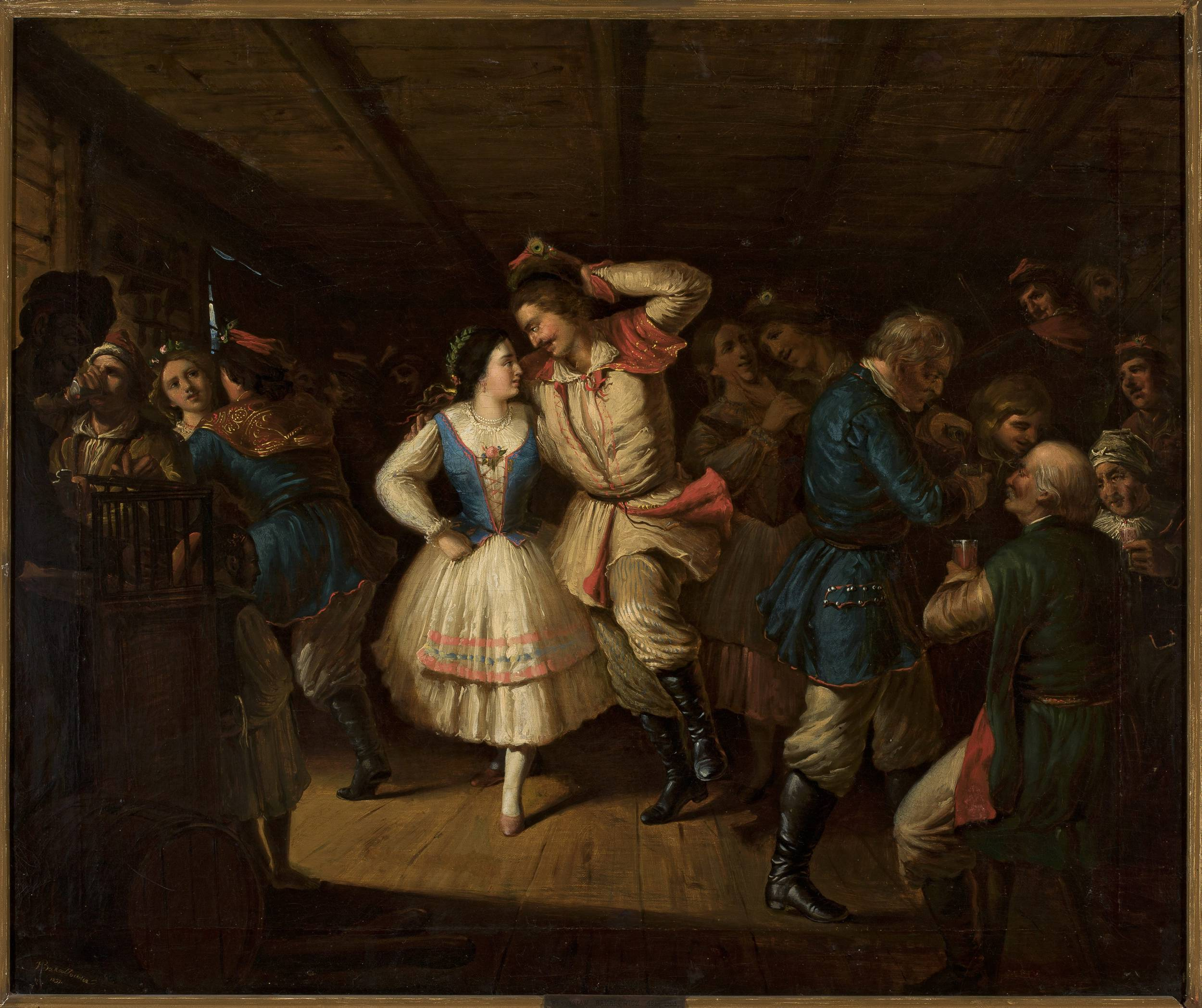
Krakowiak

La krakowiak és una dansa polonesa ràpida i asincopada de Cracòvia i la Petita Polònia. És una de les cinc danses nacionals de Polònia: polonesa, masurca, kujawiak, karakowiak i oberek. Es va fer popular en els salons de ball de Viena (Krakauer) i a París (Cracovienne) on, al costat de la polonesa i la masurca, va canalitzar la sensibilitat romàntica de suport cap a la pintoresca, llunyana i oprimida nació polonesa a mitjans del segle xix. Una krakoviak apareix en l'òpera Una vida pel Tsar de Mikhail Glinka (1836).
La primera krakoviak impresa va aparèixer en l'àlbum per a piano de Franciszek Mirecki, "Krakowiaks oferides a les Dames de Polònia" (Varsòvia, 1816). Frédéric Chopin va escriure una krakowiak concertant molt intensa: Rondó a la Krakowiak (1828) que va aconseguir en el seu moment un enorme èxit, tant a Varsòvia com a Viena.